# 科頓普蘭特鎮區 (阿肯色州伍德拉夫縣)
科頓普蘭特鎮區（英語：Cotton Plant Township）是位於美國阿肯色州伍德拉夫縣的一個行政鎮區。

## 地方資料
科頓普蘭特鎮區的面積為119.33平方千米，當中陸地面積為119.04平方千米，而水域面積為0.29平方千米。根據2010年美國人口普查的數據，當地共有人口717人，而人口密度為每平方千米6.01人。